# Ås (localitate)
Ås este o localitate din comuna Ås, provincia Akershus, Norvegia, cu o suprafață de 4,48 km² și o populație de 9.194 locuitori (2013).